# 1965年全米選手権 (テニス)
1965年 全米選手権（1965ねんぜんべいせんしゅけん）に関する記事。

## 大会の流れ
- 1881年から1967年まで、全米選手権は各部門が個別の名称を持ち、大会会場も別々のテニスクラブで開かれた。これが他の3つのテニス4大大会と大きく異なる点である。
  - 男子シングルス　名称：全米シングルス選手権（U.S. National Singles Championship）／会場：ニューヨーク市クイーンズ区フォレストヒルズ、ウエストサイド・テニスクラブ　（1924年-1977年）
  - 女子シングルス　名称：全米女子シングルス選手権（U.S. Women's National Singles Championship）／会場：フォレストヒルズ、ウエストサイド・テニスクラブ　（1921年-1977年）
  - 男子ダブルス　名称：全米ダブルス選手権（U.S. National Doubles Championship）／会場：マサチューセッツ州ボストン市、ロングウッド・クリケット・クラブ　（1946年-1967年まで）
  - 女子ダブルス　名称：全米女子ダブルス選手権（U.S. Women's National Doubles Championship）／会場：ボストン、ロングウッド・クリケット・クラブ　（1946年-1967年まで）
  - 混合ダブルス　名称：全米混合ダブルス選手権（U.S. Mixed Doubles Championship）／会場：フォレストヒルズ、ウエストサイド・テニスクラブ　（1942年-1977年）
- 1967年までは、男子ダブルス・女子ダブルスの2部門がボストンの「ロングウッド・クリケット・クラブ」で開かれ、他の3部門（男女シングルス・混合ダブルス）はフォレストヒルズで行われた。

## シード選手

### 男子シングルス
1. ロイ・エマーソン　（ベスト8）
2. フレッド・ストール　（2回戦）
3. デニス・ラルストン　（ベスト8）
4. マニュエル・サンタナ　（初優勝）
5. アーサー・アッシュ　（ベスト4）
6. ラファエル・オスナ　（ベスト4）
7. チャック・マッキンリー　（4回戦）
8. クリフ・ドリスデール　（準優勝）

### 女子シングルス
1. マーガレット・スミス　（優勝、3年ぶり2度目）
2. マリア・ブエノ　（ベスト4）
3. アン・ヘイドン＝ジョーンズ　（ベスト8）
4. ナンシー・リッチー　（ベスト4）
5. ビリー・ジーン・モフィット　（準優勝）
6. フランソワーズ・デュール　（ベスト8）
7. キャロル・グレーブナー　（ベスト8）
8. ノルマ・ベイロン　（ベスト8）

## 大会経過

### 男子シングルス
準々決勝
- アーサー・アッシュ vs.  ロイ・エマーソン　13-11, 6-4, 10-12, 6-2
- マニュエル・サンタナ vs.  アントニオ・パラフォックス　6-3, 9-7, 6-1
- クリフ・ドリスデール vs.  デニス・ラルストン　2-6, 3-6, 7-5, 6-3, 8-6
- ラファエル・オスナ vs.  チャーリー・パサレル　1-6, 6-3, 6-3, 7-5

準決勝
- マニュエル・サンタナ vs.  アーサー・アッシュ　2-6, 6-4, 6-2, 6-4
- クリフ・ドリスデール vs.  ラファエル・オスナ　6-3, 4-6, 6-4, 6-1

### 女子シングルス
準々決勝
- マーガレット・スミス vs.  フランソワーズ・デュール　6-1, 6-0
- ナンシー・リッチー vs.  ノルマ・ベイロン　6-4, 7-5
- ビリー・ジーン・モフィット vs.  アン・ヘイドン＝ジョーンズ　16-14, 6-2
- マリア・ブエノ vs.  キャロル・グレーブナー　8-6, 1-6, 9-7

準決勝
- マーガレット・スミス vs.  ナンシー・リッチー　6-2, 6-2
- ビリー・ジーン・モフィット vs.  マリア・ブエノ　6-2, 6-3

## 決勝戦の結果
- 男子シングルス： マニュエル・サンタナ vs.  クリフ・ドリスデール　6-2, 7-9, 7-5, 6-1
- 女子シングルス： マーガレット・スミス vs.  ビリー・ジーン・モフィット　8-6, 7-5
- 男子ダブルス： ロイ・エマーソン＆ フレッド・ストール vs.  チャーリー・パサレル＆ フランク・フローリング　6-4, 10-12, 7-5, 6-3
- 女子ダブルス： キャロル・グレーブナー＆ ナンシー・リッチー vs.  ビリー・ジーン・モフィット＆ カレン・サスマン　6-4, 6-4
- 混合ダブルス： フレッド・ストール＆ マーガレット・スミス vs.  フランク・フローリング＆ ジュディ・テガート　6-2, 6-2